# Dave Rennie
Ne pas confondre avec David Rennie, journaliste britannique, ni avec David Rennie, footballeur écossais.
Pour les articles homonymes, voir Rennie.
Pas d'image ? Cliquez ici

a Compétitions nationales et continentales officielles uniquement.

b Matchs officiels uniquement.
Dernière mise à jour le 30 avril 2020.
Dave Rennie, né le 22 novembre 1963 à Lower Hutt (Nouvelle-Zélande), est un joueur néo-zélandais de rugby à XV qui joue au poste de centre. À la fin de sa carrière, il se reconvertit comme entraîneur. Il est sélectionneur de l'Australie entre 2020 et 2023.

## Biographie
Dès sa première année en tant qu'entraîneur en chef des Chiefs en 2012, Dave Rennie mène l'équipe à la victoire du Super 15. Il est le premier entraîneur à gagner le Super 15 dès sa première année en poste.
En novembre 2019, il est nommé sélectionneur de l'équipe d'Australie de rugby à XV pour succéder à Michael Cheika. Il prend ce poste à partir du 1er juillet 2020, après la fin de la saison de son club des Glasgow Warriors,. Au mois de janvier 2023, il est finalement limogé de son poste de sélectionneur, après un bilan décevant avec seulement 13 victoires en 34 rencontres.

## Palmarès
- Vainqueur du Super 15 en 2012 et 2013
- Finaliste du Pro14 en 2019
- Champion du monde Junior en 2008, 2009 et 2010

## Bilan d'entraîneur

### Avec l'Australie
| Année | Sélection | Poste         | The Rugby Championship | Coupe du monde | Classement World Rugby à la fin de l'année |
| ----- | --------- | ------------- | ---------------------- | -------------- | ------------------------------------------ |
| 2020  | Australie | Sélectionneur | 3e (Tri-nations)       | -              | 6e                                         |
| 2021  | Australie | Sélectionneur | 2e                     | -              | 6e                                         |
| 2022  | Australie | Sélectionneur | 3e                     | -              | 6e                                         |